# Línea L2 (Montevideo)
La línea L2 es una línea local de Montevideo que une la plaza Villa Don Bosco con la  intersección de las avenidas José Belloni y General Flores.

## Historia
Desde su creación, la línea ha tenido diversas modificaciones en su recorrido, en sus inicios su recorrido culminaba en la intersección la Avenida General Flores y Camino Corrales e incluso, algunas de sus frecuencias llegaron a extenderse hacia el Cementerio del Norte. Dichos recorridos extendidos funcionaron hasta el año 2019, cuando se estableció la modificación definitiva con su recorrido actual, teniendo su última parada en la intersección de las avenidas José Belloni y General Flores.

## Recorrido
En ambos sentidos circula por los barrios  Piedras Blancas, Capra y Villa Don Bosco.
| Ida - Avenida General Venancio Flores - Avenida José Belloni - Camino Repetto - Agustín Bisio - Explanada - Agustín Bisio - Camino Repetto - Gianinno Castiglioni - Villa Don Bosco | Vuelta - Villa Don Bosco - Ruta 8 - Camino Repetto - Agustín Bisio - Explanada - Agustín Bisio - Camino Repetto - Avenida José Belloni - Avenida Jose Belloni y General Flores |